# Landwarowo (gmina)
Landwarowo – dawna gmina wiejska istniejąca do 1927 roku na obszarze Ziemi Wileńskiej/woj. wileńskiego (obecnie na Litwie). Siedzibą władz gminy był Landwarów (początkowo Landwarowo, Lentvaris).
Początkowo gmina należała do powiatu trockiego w guberni wileńskiej. 7 czerwca 1919 weszła w skład utworzonego pod Zarządem Cywilnym Ziem Wschodnich okręgu wileńskiego, przejętego 9 września 1920 przez Tymczasowy Zarząd Terenów Przyfrontowych i Etapowych. W związku z powstaniem Litwy Środkowej 9 października 1920 gmina wraz z mniejszą częścią powiatu trockiego znalazła się w jej strukturach. 13 kwietnia 1922 roku gmina weszła w skład objętej władzą polską Ziemi Wileńskiej (powiat trocki połączono z powiatem wileńskim w nowy powiat wileńsko-trocki), przekształconej 20 stycznia 1926 roku w województwo wileńskie.
1 kwietnia 1927 roku gmina została zniesiona, a jej obszar włączony do gmin Rudziszki, Rudomino i Troki.